# Refractor引擎
Refractor引擎，是由瑞典斯德哥尔摩的Refraction Games所设计的游戏引擎，第一款使用该引擎的游戏是1999年11月发行的《猎鹰行动》。之后，Refraction Games被Digital Illusions CE收购，并作为旗下的一个设计小组继续存在，同时为著名的战地系列设计了引擎的更新版Refractor 2引擎。
第一版的引擎被《战地1942》、《戰地風雲：越南》和《微软拉力挑战赛》使用。第二版引擎则被DICE旗下的《战地2》和《战地2142》以及《战地：英雄》和《战地Play4Free》所使用。
2004年，瑞典國防部透過SAAB集團旗下的AerotechTelub公司以4百萬瑞典克朗買下Refractor 2引擎的技術使用權，並以此開發瑞典國防軍訓練用之軟體。